# سمفونية رقم 8 (جان سيبيليوس)

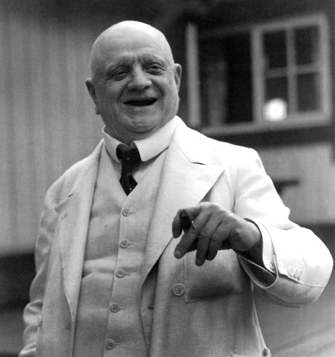
صورة جان سيبيليوس تم تصويرها في عام 1939. وبحلول ذلك الوقت ربما كان قد توقف عن العمل في السمفونية رقم 8 على الرغم من انه استمر في الحفاظ عليها لسنوات عديدة وكان يعتقد أنها لا تزال مشروعا قابلا للتطبيق.

السمفونية رقم 8 لجان سيبيليوس كانت مشروع مؤلفه النهائي الكبير وإستغرقته بشكل متقطع من منتصف 1920 حتى حوالي عام 1938، على الرغم من أنه لم ينشرها.
خلال هذا الوقت كان سيبيليوس في ذروة شهرته، شخصية وطنية في بلده الأصلي فنلندا وملحن ذى مكانة دولية. كم من السمفونية الثامنة تم الانتهاء منه غير معروف. رفض سيبيليوس مرارا وتكرارا الإفراج عنها للأداء، رغم أنه واصل التأكيد على أنه كان يعمل على ذلك حتى بعد أن اضطر، وفقا لتقارير في وقت لاحق من عائلته، إلى إحراق المدونة الموسيقية والمواد المرتبطة بها في عام 1945.
الكثير من سمعة سيبيليوس، وخلال حياته بعد ذلك، والمستمدة من عمله في السمفونيات. فقد تم الاعتراف بالسمفونية السابعة له لعام 1924 على نطاق واسع باعتبارها علامة بارزة في تطوير شكل السمفونية، وكان في ذلك الوقت لا يوجد سبب للافتراض بأن تدفق الأعمال الأوركسترالية المبتكرة لن يتواصل. ومع ذلك، بعد القصيدة السمفونية تابيولا، إلى أنجزت في عام 1926، اقتصر إنتاجه على قطع صغيرة نسبيا ومراجعة الأعمال السابقة. ووعد بإجراء العرض للسمفونية الثامنة لفائد الأوركسترا سيرجى كوزيفيتسكى وأوركسترا بوسطن السمفونية في عدة مناسبات، ولكن مع اقتراب الموعد المقرر كان سيبيليوس يعترض، مدعيا أن العمل لم يكن جاهزا للأداء. وعود مماثلة أجريت على المايسترو البريطاني باسل كاميرون وإلى الفنلندية جورج شينيفوت ثبت أيضا كونها وهمية.
بعد وفاة سيبيليوس في عام 1957، إنتشرت أخبار دمار السمفونية الثامنة على الملأ وكان من المفترض أن العمل قد اختفى إلى الأبد.
ولكن في عام 1990، عندما كان يجري تصنيف العديد من مذكرات الملحن ومدوناته، فقد أثار العلماء لأول مرة إمكانية أن بعض الموسيقى للسمفونية الثامنة المفقودة قد نجا. ومنذ ذلك الحين، تم تحديد عدة مخطوطات لإسكتشات قصيرة مبدئيا من تلك السمفونية الثامنة، ثلاثة منها (التي تضم أقل من ثلاث دقائق من الموسيقى) تم تسجيلها من قبل أوركسترا مدينة هلسنكي في عام 2011.
في حين أن بعض علماء الموسيقى قد تكهنوا أنه إذا أمكن تحديد المزيد من الشظايا، فإنه قد يكون من الممكن إعادة إحياء العمل كله، واقترح آخرون أن هذا أمر غير مرجح نظرا للغموض الذي يحيط بالمادة المتوافرة. كما تم التشكيك في ملاءمة الموسيقى للأداء علنا حيث كان سيبيليوس نفسه قد رفضه.

## الخلفية

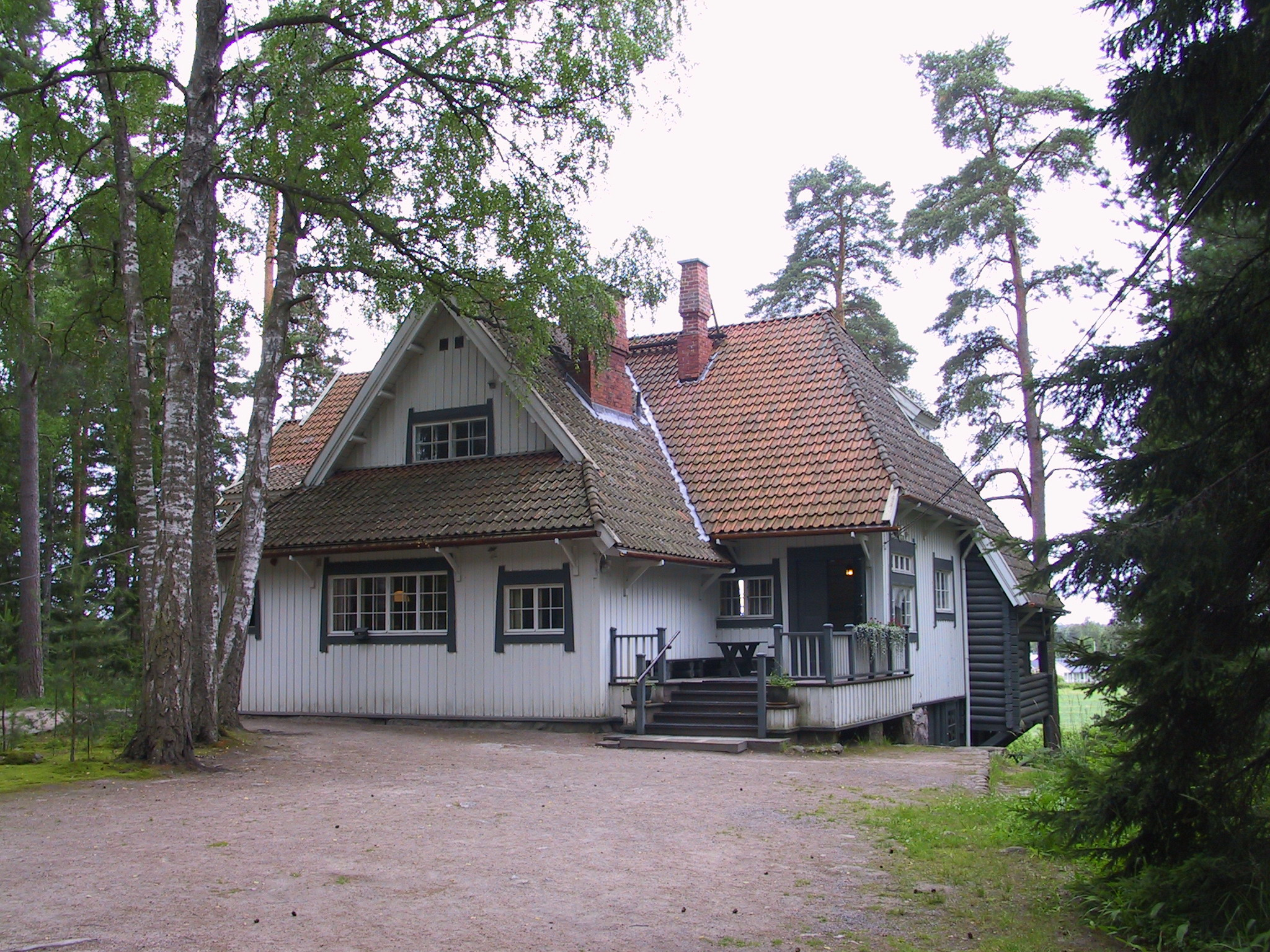
منزل سيبيليوس أينولا، من 1904 حتى وفاته

ولد جان سيبيليوس في عام 1865 في فنلندا، منذ 1809 حيث كانت الدوقية الكبرى لفنلندا مستقلة داخل الإمبراطورية الروسية بعد أن كانت في وقت سابق تحت السيطرة السويدية لقرون عديدة. ظلت البلاد مقسمة بين الأقلية الناطقة باللغة السويدية المهيمنة ثقافيا، التي تنتمي إليها أسرة سيبيليوس، وفئة تتحدث الفنلندية أيضا ولكن تتحلى بذهن أكثر قومية، أو صاحب أغلبية «فنومانية». في حوالي 1889 التقى سيبيليوس زوجته في المستقبل، أينو جارينفيلت، التي جاءت من عائلة فنومانية. ساعد ارتباط سيبيليوس مع الفنومانية لإيقاظ وتطوير قوميته الخاصة. في عام 1892، وهو العام الذي شهد زواجه من أينو، أكمل عمله القومي الشهير الأول الباقة السمفونية كوليرفو. خلال عام 1890، نمت السيطرة القمعية الروسية على الدوقية بشكل متزايد، دعت سيبيليوس اإلى تأليف سلسلة من الأعمال التي تعكس المقاومة الفنلندية ضد الحكم الأجنبي، حيث بلغت ذروتها في القصيد السيمفونى فنلنديا.

### عالم النسيان
ظهرت تقارير مختلفة للتأكد من أن الإفراج عن السمفونية كان وشيكا. الملحن الفنلندي ليفى ماديتوجا ذكر في عام 1934 أن العمل كان قد إكتمل تقريبا ; مقال للصحفي السويدي كورت نوردفورس أشار أن حركتين كانتا قد إكتملتا والباقي هو ثمة خطوط. وكما إزداد الضغط للإفراج عن السمفونية، أصبح سيبيليوس منكمشا على نحو متزايد وغير راغب في مناقشة التقدم في هذا الصدد. في ديسمبر 1935، خلال مقابلة في اتصال حول الاحتفالات بعيد ميلاده ال70، أشار إلى أنه كان قد تجاهل العمل سنة كاملة؛ هذا وأشار هذا إلى مراجعة شاملة للثامنة. ومع ذلك، عندما سأل مراسل ذي تايمز سيبيليوس للاطلاع على تفاصيل تقدم العمل استشاط غضبا. عندما استمر داونز في الإلحاح عليه للحصول على معلومات، في مناسبة واحدة وهم يهتفون «إيتش KANN NICHT!» («لا أستطيع!»).

## تدمير
مرة أخرى في أينولا، شغل سيبيليوس نفسه بتنظيم الترتيبات الجديدة حول الأغاني القديمة. ومع ذلك، عاد عقله في كثير من الأحيان إلى سمفونية تبدو الآن في طريقها إلى الزوال. في فبراير 1943 قال لسكرتيرته انه يأمل في إكمال «العمل العظيم» قبل وفاته، ولكنه ألقى اللوم على الحرب لعدم قدرته على إحراز تقدم: وقال «لا أستطيع النوم في الليالي عندما أفكر في ذلك»  وفي يونيو قال انه ناقش مع صهره المقبل جوسي جالاس الأمر حول السمفونية وقدم سببا آخر لعدم اكتمالها: «بالنسبة لكل من سمفونياتى لقد طورت تقنية خاصة حيث لا يمكن أن تكون تلك الأعمال شيئا سطحيا، فإنه يجب أن تكون كيانا متعايشا بالرغم من ذلك. وفي عملي الجديد أنا أكافح على وجه التحديد هذه القضايا». كما قال سيبيليوس لجالاس أن جميع التدوينات الخام والمسودات يجب أن تحرق بعد وفاته. انه لا يريد أي شخص أن يصف تلك القصاصات المرفوضة «سيبيليوس letzten جيدانكين» ب (أفكار سيبيليوس الأخيرة).
في وقت ما في منتصف 1940، ربما في عام 1945، سيبيليوس وأينو أحرقا معا عددا كبيرا من مخطوطات الملحن على الموقد في غرفة الطعام في أينولا. لا يوجد سجل عن ما تم إحراقه. في حين يفترض معظم المعلقين أن السمفونية الثامنة كانت من بين الأعمال التي دمرت، كيلبيلاينين يلاحظ أن هناك اثنين على الأقل من المخطوطات من العمل الأصلي أما نسخة فويت وكذلك المدونات وأجزاء من الإصدارات السابقة. فمن الممكن، حسب ما يقول كيلبيلاينين، أن سيبيليوس قد لا يكون قد أحرقها كلها. وأشارت أينو، التي رأت أن عملية التدمير هي شئ مؤلم للغاية، في وقت لاحق قيل أن حرق المسودات يبدو أنه لتخفيف عقل سيبيليوس قائلا: «بعد ذلك، ظهرت زوجي أكثر هدوءا وكان موقفها أكثر تفاؤلا وكان وقتا سعيدا.». التفسير الأكثر تفاؤلا حول عمله، وفقا ل فيلادلفيا انكوايرر ' الناقد الموسيقي ديفيد باتريك ستيرنز، قال إنهم قد تخلصوا من مسودات قديمة من السمفونية لجعل عقله يتقبل بداية جديدة. في عام 1947، بعد زيارة أينولا، قائد الأوركسترا نيلس اريك فوجشتيدت ادعى أنه رأى نسخة من السمفونية الثامنة على الرف، مع أجزاء كورالية منفصلة.
العازف الموسيقى اركي سالمينهارا يفترض فكرة أن الإحراق كان اثنين: الأول عام 1945 حيث دمرت المواد في وقت مبكر، والآخر بعد اعتراف سيبيليوس أنه لا يمكن أبدا إكمال العمل على هواه أو حسب ماكان يأمل.
على الرغم من أن سيبيليوس قدأخبر سكرتيرته أن السمفونية قد تعرضت للتدمير، وظلت هذه المسألة سرا يقتصر على دائرة خاصة بالمؤلف.
خلال السنوات المتبقية من حياته، سيبيليوس من وقت لآخر ألمح إلى أن المشروع الثامن للسمفونية كان لا يزال على قيد الحياة. في أغسطس 1945 كتب إلى باسل كاميرون: «لقد أنهيت السمفونية الثامنة عدة مرات، ولكنني ما زلت غير راض عن ذلك سأكون سعيدا لتسليمها لك عندما يحين الوقت.»
في الواقع، بعد إحراق العمل فإن سيبيليوس قد تخلى تماما عن التأليف الإبداعي. في عام 1951، عندما طلبت الجمعية الفيلهارمونية الملكية العمل للاحتفال بها عام 1951 مهرجان لبريطانيا، فقد رفض سيبيليوس. في وقت متأخر من عام 1953 قالت سكرتيرته، سانتيرى ليفاس، أنه كان يعمل على السمفونية «في ذهنه».
فقط في عام 1954 فقد أعترف، في رسالة إلى أرملة صديقه أدولف بول، أنه لن يتم الانتهاء منها.
توفي سيبيليوس في 20 سبتمبر 1957. في اليوم التالي، أعلنت ابنته إيفا بالهيمو على الملأ أن السمفونية الثامنة لم تكن موجودة. حرق المخطوطة أصبح يعرف عموما في وقت لاحق، عندما كشفت أينو الحقيقة لكاتب السير المؤلف الفتلندى إريك جورج تاواستستجيرنا.
لقد توصل النقاد والمعلقين لأسباب تخلي سيبيليوس في النهاية عن السمفونية الثامنة. فقد ظل طوال حياته عرضة للاكتئاب وغالبا ما عاني من أزمات الثقة بالنفس. اليكس روس، في مجلة نيويوركر، ونقل اقتباسا من مذكرات الملحن عام 1927، عندما كان يظن أن السمفونية الثامنة جارى العمل بها: «العزلة والشعور بالوحدة هما اللذان يؤديان بى إلى اليأس... ام هو سوء المعاملة، وحدى، وجميع أصدقائي الحقيقيون قد لقوا حتفهم. بلدي مركزى في الوقت الحاضر في الحضيض. من المستحيل العمل. إلا إذا كانت هناك طريقة للخروج.» وأشار الكتاب إلى هزة يده التي جعلت الكتابة صعبة وإلى الإدمان على الكحول الذي عاني منه في مراحل عديدة من حياته. وأشار آخرون إلى أن وضع سيبيليوس الجلبل باعتباره بطلا قوميا قد ساهم في إسكاته على نحو فعال؛ أصبح يخاف من خوض أي عمل رئيسي آخر لن يرقى لتطلعات الأمة التي عشقته.
أندرو بارنيت، كاتب من كتاب السيرة العديدين وأكثر اقترابا من الملحن، يشير إلى كثافة النقد الذاتي الذي مارسه سيبيليوس على نفسه؛ وقال انه حجب أو منع أي شيء قد فشل في تلبية المعايير التي أسسها سيبيليوس: «لقد كان هذا الموقف هو الذي أدى إلى تدمير السمفونية الثامنة، ولكن نفس السمة التي أجبرته على الحفاظ على تنقيح السمفونية الخامسة حتى أصبحت مثالية.».
ويتفق المؤرخ مارك ماكينا أن سيبيليوس أصبح يشعر بالكبت عن طريق الجمع بين الكمال وزيادة الثقة بالنفس. أسطورة، استمرت لأكثر من 15 عاما، أن سيبيليوس لا يزال يعمل على السمفونية الثامنة كان، وفقا لماكينا، محض خيال: ليعترف بأنه قد توقف تماما سيكون اقرارا بما لا يمكن تصوره، أنه لم يعد مؤلفا موسيقيا".

## الاكتشافات
بعد وفاة سيبيليوس، على الرغم من ما تبقى له من شعبية مع الجمهور، كثيرا ما تمت الإساءة له من قبل النقاد الذين وجدوا موسيقاه قديمة ومملة. رينيه ليبوفيتش، من دعاة موسيقى أرنولد شوينبيرج، نشر كتيبا يصف سيبيليوس بأنه «أسوأ ملحن في العالم»; ورفضه الآخرين باعتبار أنه غير ذي صلة في ما اعتبر لفترة بمثابة حركة لا تقاوم نحو اللامقامية. هذا المناخ أسهم في تضاؤل الفضول حول وجود مواد من الممكن أن تشير إلى السيمفوتية الثامنة، حتى وقت متأخر من القرن العشرين، عندما تلقى اهتماما بالغا من سيبيليوس أنها قد أستعيدت. في عام 1995 كتب كيلبيلاينين، الذي كان قد نشر دراسة حول مخطوطات سيبيليوس التي عثر عليها في مكتبة جامعة هلسنكي، أن كل ما يمكن التأكد أن يكون متصلا بالسمفونية الثامنة هو عبارة عن صفحة واحدة من مشروع النتيجة وجزء من لحن وضعت عليه علامة «الثامن» داخل رسم تخطيطي للسمفونية السابعة. وأضاف، مع ذلك، فإن المكتبة تحتوي على مزيد من الأوراق بخط يد سيبيليوس من أواخر 1920 و 1930 في وقت مبكر، وبعضها أقرب إلى جزء مرتبط والتي يمكن تصور أن يكون هدفها السمفونية الثامنة. كشف كيلبيلاينين أيضا أن «[j]ust هي من الوثائق المختلفة التي برزت مؤخرا إلى النور الذي لم يحلم أحد منهم بكونها موجودة، وربما لا تزال هناك بعض الادلة على أن السمفونية الثامنة مخبأة بعيدا والانتظار فقط لبعض العلماء لاكتشافها .»
في عام 2004، في مقال بعنوان «بعض ملامح الظاهرة حول السمفونية الثامنة لسيبيليوس» فإن المنظر الموسيقي نورس جوزيفسون حدد حوالي 20 من المخطوطات أو الشظايا الذي وجدت في مكتبة جامعة هلسنكي حيث ذكر أن لها صلة بالسمفونية رقم 8 وخلص إلى أن: «نظرا لوفرة المواد المحفوظة لهذا العمل، فإن الإنسان يتطلع بأمل كبير إلى إستكمالا دقيقا ومدروس لتكوين العمل بأكمله». باحث آخر لسيبيليوس، تيمو فيرتانن، درس نفس المادة، وكان أكثر تحفظا، وخلص إلى أنه على الرغم من أن بعض التدوينات قد تتصل بالسمفونية الثامنة، فإنه ليس من الممكن تحديدها بالضبط، إن وجدت، وهذه حتى الجزء المعنون بشكل ملحوظ «الثامنة»، تظل مع اليقين أن يمكن أن يقال أنها تتصل بالسمفونية، فقد كان سيبيليوس غالبا ما يستخدم الأرقام الرومانية والعربية للإشارة إلى الموضوعات والزخارف أو الوصلات داخل التكوين. وكتب فيرتانن مذكرة بها مزيد من الحذر: «يجب أن نكون على علم بأن ال[شظايا]، بعد كل شيء، تعتبر مسودات: لم تنته مثل الموسيقى، ولا تمثل سوى مرحلة معينة في التخطيط للشكل الجديد».
على الرغم من تحفظاته، في أكتوبر 2011 تعاون فيرتانن مع عالم آخر، فيسا سيرين، لإعداد ثلاثة من الشظايا الأكثر تقدما للأداء. تم نسخ المدونات وتنقيحها، ولكن لم يتم إضافة شيء لم يكتب من قبل سيبيليوس لهذه المادة. تم تأمين الحصول على إذن من أصحاب حقوق سيبيليوس، وجون شتورجاردز، كبير قادة أوركسترا هلسنكي، وافق على العزف وتسجيل هذه المقتطفات في دورة بروفة للأوركسترا في 30 أكتوبر 2011. وتشمل الموسيقى قطعة شريحة افتتاحية مدتها حوالي دقيقة واحدة، والثانية ثمانية شظيات التي قد تكون جزءا من قطعة موسيقية سريعة، والقطعة النهائية للاوركسترا، تلك الموسيقى تدوم دقيقة تقريبا.سيرين يصف الموسيقى بأنها "غريبة وقوية،
ومع توافقيات مفعمة بالحرارة، جريئة، كانت تلك خطوة إلى أفكار جديدة حتى بعد تابيولا وموسيقى العاصفة  ستيرنز يعطي نظرة أكثر تفصيلا: «المقتطف الأول هو إعلان سيبيليليوسي الشكل لحركة كلاسيكية تمثل الحركة الأولى هناك رعد اوركسترالى مرموق سوف يؤدى فتح الباب لعالم توافقي الذي هو» سيبيليوس«وحده، ولكن لديه تنافرات غريبة على عكس أي عمل آخر وتلك لمحة يبدو وكأنها بداية لجزء موسيقي سريع سكيرزو, المدهش مع الناي المنفرد المزدهر مثل فصل الربيع. مقتطف آخر لديه أداء منفردا باسون سيبيليوس الكلاسيكي، من النوع الذي يتحدث عن الأشياء البدائية ويذهب إلى الظلام، والآخر شتوي.»

## إفتراضات
على الرغم من أن أول حركة، تم نسخها من قبل فويت، فقط قد تم قبولها تماما بعد أن تم الانتهاء منها.
الطابع العام للسمفونية الثامنة يمكن الاستدلال عليه من عدة مصادر. مثل مراسلات سيبيليوس مع فويت ومع روابط له، في عام 1933 و 1938 على التوالي، يشير إلى إمكانية اكتشاف عمل لا سيما على نطاق واسع. وبصرف النظر عن ملاحظات نيلز اريك فوجيشتدت عام 1947، وهناك أيضا مؤشرات من فويت أن العمل قد تضمن عناصر كورالية، على غرار السمفونية التاسعة لبيتهوفن.